# Neuville-près-Sées
Neuville-près-Sées ist eine Commune déléguée in der französischen Gemeinde Chailloué mit 155 Einwohnern (Stand: 1. Januar 2022) im Département Orne in der Region Normandie.
Mit Wirkung vom 1. Januar 2016 wurden die bisherigen Gemeinden Chailloué, Marmouillé und Neuville-près-Sées zur namensgleichen Commune nouvelle Chailloué zusammengeschlossen und haben in der neuen Gemeinde den Status einer Commune déléguée. Der Verwaltungssitz befindet sich im Ort Chailloué. Die Gemeinde Neuville-près-Sées gehörte zum Kanton Sées und zum Arrondissement Alençon.

## Bevölkerungsentwicklung
| Jahr      | 1962 | 1968 | 1975 | 1982 | 1990 | 1999 | 2008 | 2015 |
| --------- | ---- | ---- | ---- | ---- | ---- | ---- | ---- | ---- |
| Einwohner | 262  | 200  | 153  | 122  | 134  | 136  | 118  | 144  |

## Sehenswürdigkeiten
- Romanische Kirche Montrond, seit 1979 als Monument historique ausgewiesen

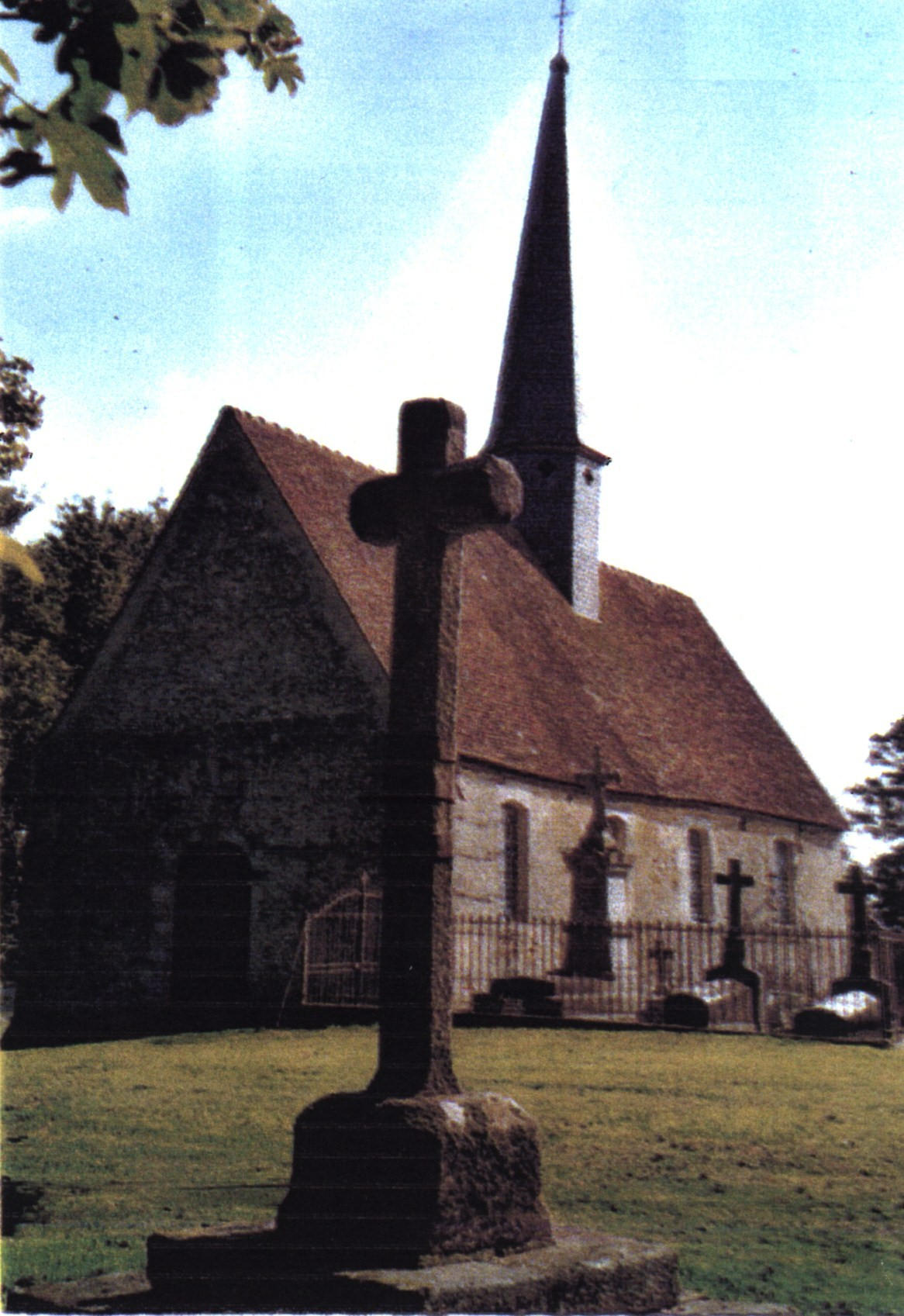
Kirche Montrond mit einem Flurkreuz im Vordergrund